# Moschato
Moschato este un oraș în Grecia.